# Бессарабка (Одесская область)
Бессарабка (укр. Бессарабка) — село, относится к Великомихайловскому району Одесской области Украины.
Население по переписи 2001 года составляло 12 человек. Почтовый индекс — 67120. Телефонный код — 8-04859. Занимает площадь 0,212 км². Код КОАТУУ — 5121684203.

## Местный совет
67120, Одесская обл., Великомихайловский р-н, с. Полезное, ул. Набережная, 23